# 吉川喜芳
吉川 喜芳（よしかわ のぶよし、1889年（明治22年）2月2日 - 1967年（昭和42年）4月1日）は、大日本帝国陸軍軍人。最終階級は陸軍少将。

## 経歴
1889年（明治22年）に茨城県で生まれた。陸軍士官学校第23期卒業。1933年（昭和8年）8月に陸軍技術本部部員に就任し、1937年（昭和12年）8月に陸軍歩兵大佐に進級した。1940年（昭和15年）8月に第11軍兵器部長に転じ、日中戦争に出動した。
1941年（昭和16年）3月1日に陸軍少将進級と同時に独立混成第14旅団長に着任し、1942年（昭和17年）2月に歩兵第57旅団長を経て、1944年（昭和19年）2月に独立歩兵第14旅団長（第1軍）に就任し、潞安の守備に就いた。1945年（昭和20年）3月1日に陸軍兵器行政本部附となり、3月19日に第5方面軍兵器部長兼北部軍管区兵器部長に就任し、札幌で終戦を迎えた。
1948年（昭和23年）1月31日、公職追放仮指定を受けた。